# 日暮里町
日暮里町（にっぽりまち）は、かつて東京府北豊島郡に存在した町の一つ。1918年（大正7年）に町制施行して誕生した。元の武蔵国豊島郡日暮里村（にっぽりむら）。

## 地理
現在の荒川区中南部地域であり、地名では西日暮里のほぼ全域と、東日暮里の一丁目を除く大半に相当する。
歴史的には武蔵野台地と荒川沿岸の低地（氾濫原）の境にあり、起伏が激しい。
- 山：道灌山
- 河川：藍染川・石神井用水

### 地名
- 大字 日暮里
  - 字 地蔵前・前耕地・蛇塚・辻・木の下・広町・中道・荒神前・片瀬・北久保・南久保
- 大字 谷中本
  - 字 居村上・後耕地・真士・柳ヶ戸・折戸・居村下
- 大字 金杉
  - 字 杉崎・中村・谷中前・中下り・大下り・井戸田

## 歴史
奈良時代にはこの周辺は「武蔵国豊島郡荒墓郷」と呼ばれていた。この荒墓郷は現在の台東区・荒川区・北区南部あたりを占めるかなり広大な地域であった。

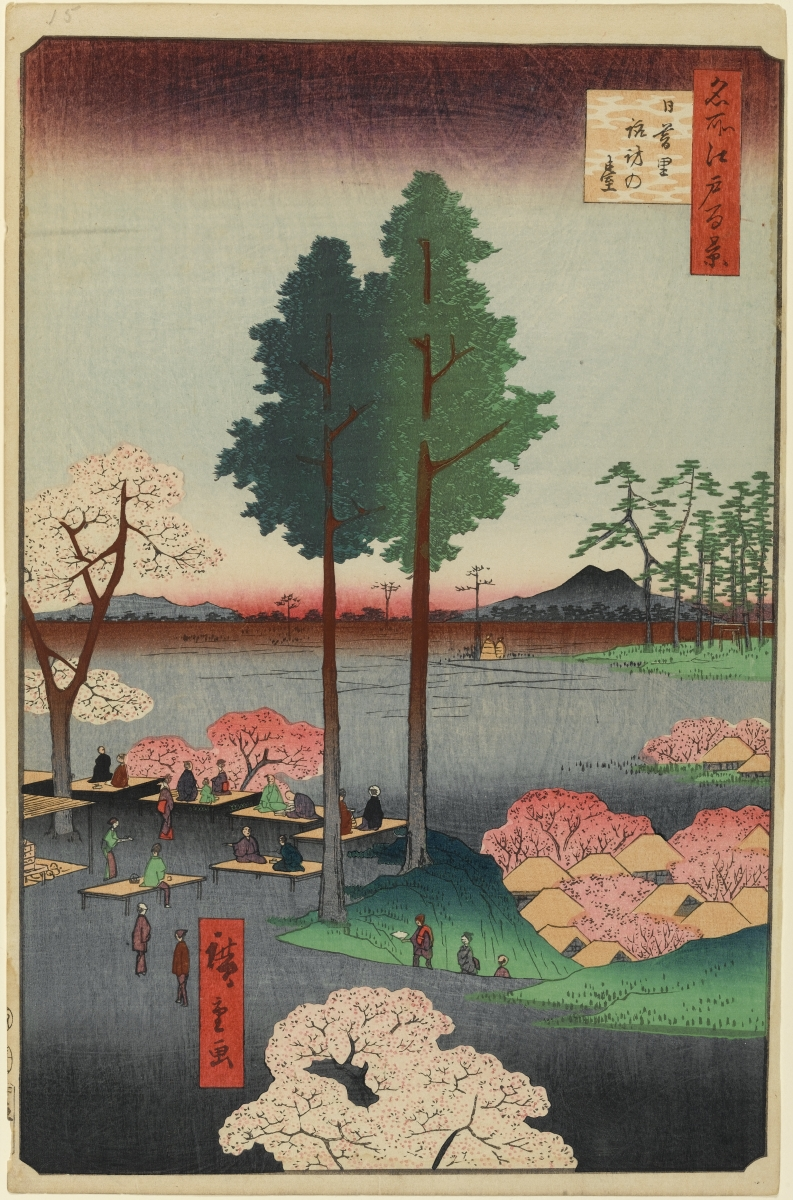
歌川広重

江戸時代には峡田領に属した。日暮里はかつて新堀（にいほり）という地名だったが、享保のころから「一日中過ごしても飽きない里」という意味を重ねて「日暮里（日暮らしの里）」の字が当てられ、1749年（寛延2年）に正式な地名となった。『江戸名所図会』では太田道灌の新堀玄蕃がここに居住していたことを由来としているが、既に1448年（文安5年）の熊野神領豊嶋年貢目録には「につぽり妙円」との記載がある。『小田原衆所領役帳』に屋中新堀とあり、元は谷中村の一部であった。
1889年に北豊島郡の日暮里村・谷中本村に金杉村の一部を統合して新たに日暮里村が誕生し、1913年に町制を施行、日暮里町となった。1932年に東京市に編入される際、巣鴨町・滝野川町とともに一区を構成する案がでたものの、下谷区への編入を希望したためこの案は消滅。しかし結局は荒川区日暮里町となった。
その後、1966年の住居表示により、東日暮里・西日暮里に分けられた。
現在では町工場・商店街・住宅が混在して密集する地域となり、それぞれ1km2強しかない地区だが、東日暮里に21,000人、西日暮里に17,000人ほどの人口がある（2004年現在）。界隈には駄菓子屋が残るなど、下町の雰囲気を色濃く残す。
日暮里駅東側には繊維問屋街があり、服地・織物・服飾用小物・既製服などを扱う店が70店ほど集まっている。一般向けの小売りも行っており、値段が安いことから主婦なども多く訪れる。カジュアル衣料を扱う店も数店あり、若者の姿もよく見られる。
現在は駅前が再開発されており、2009年にサンマークシティと呼ばれる地区となっている。
一方の西側は寺町であるが、近年は谷根千と呼ばれる観光地化した地域の一角をなしている。

### 沿革・年表
- 1873年（明治6年）：大区小区制により日暮里村・谷中本村・金杉村は谷中村・上尾久村・下尾久村・三河島村・三之輪村・町屋村およびその他下谷区に属した諸町とともに第十大区一小区となる（戸長は谷中本村）。
- 1878年（明治11年）11月：大区小区制が廃され、郡区町村編制法により北豊島郡が設置される。郡役所は板橋町内に設置。
- その後、連合戸長役場が設置され、日暮里村・谷中本村は谷中村との三ヵ村連合（連合戸長役場は谷中本村）と、金杉村は坂本村との二ヵ村連合（連合戸長役場は金杉村）となる。後に金杉村は三河島村・町屋村との三ヵ村連合（連合戸長役場は金杉村）となる。
- 1889年（明治22年）5月1日：市制町村制により、日暮里村は谷中本村および金杉村の一部と合併され日暮里村となる。
- 1913年（大正2年）7月11日：日暮里村が町制施行し日暮里町となる。
- 1917年（大正6年）2月：町役場庁舎を新築。
- 1932年（昭和7年）10月1日：東京市編入により、日暮里町は南千住町・三河島町・尾久町とともに荒川区となる。

### 人口
- 1920年　 41,551
- 1925年　 56,928
- 1930年　 71,021

## 行政

### 施設
- 日暮里郵便局、日暮里金杉郵便局、日暮里渡辺町郵便局（無集配三等局）

## 経済

### 産業
- 主な産業：工業は増加傾向。農業はかつては盛んであった（谷中生姜などが有名）が、耕地が住宅地、工業用地となってしまいほぼ消滅した。

## 地域

### 教育
- 私立女子体操音楽学校
- 日暮里町立第一日暮里尋常高等小学校（旧・日暮里尋常小学校、現・荒川区立第一日暮里小学校）
- 日暮里町立第二日暮里尋常小学校（旧・日暮里尋常小学校分教場、現・荒川区立第二日暮里小学校）
- 日暮里町立第三日暮里尋常小学校（現・荒川区立第三日暮里小学校）
- 日暮里町立第四日暮里尋常小学校（後の荒川区立第四日暮里小学校、現・荒川区立ひぐらし小学校）
- 日暮里町立日暮里尋常夜学校（第二日暮里尋常小学校付設）
- 日暮里町立日暮里実業補習学校（第一日暮里尋常高等小学校付設）

## 交通

### 鉄道
- 日本鉄道→国鉄
  - 東北本線
    - 日暮里駅

  - 常磐線
    - 三河島駅（正式な所在は三河島町）

### 道路
- 府費支弁道王子間道

## 名所・旧跡・観光スポット・祭事・催事

### 神社
- 日暮里諏方神社（村社）

### 宗教
- 延命院
- 本行寺
- 経王寺
- 修性院
- 妙隆寺
- 啓運寺
- 浄光寺
- 養福寺
- 南泉寺
- 善性寺
- 法光寺

### 遺跡・その他
- 道灌山の竪穴
- かわらけ投げ（土器投げの遊戯）